# Guy Feutchine
Guy Armand Feutchine est un footballeur camerounais né le 18 novembre 1976 à Douala. Il joue au poste de milieu de terrain du milieu des années 1990 au milieu des années 2010.
Il est quart de finaliste de la Coupe d'Afrique des nations 2006 avec l'équipe du Cameroun.

## Biographie
Après  une expérience au poste de manager FC Irodotos en Grèce, il est actuellement directeur sportif du FC Marmande 47 en Régionale 2 en France. En parallèle, il est aussi sélectionneur des U23 du Cameroun.

## Statistiques
| Saison        | Club                     | Division                       |
| 1994-1996     | Union Douala             | MTN Elite One                  |
| 1996-1997     | Wisła Cracovie           | Ekstraklasa                    |
| 1997-1998     | Wisła Cracovie           | Ekstraklasa                    |
| 1998-1999     | PAS Giannina             | Alpha Ethniki (D2)             |
| 1999-2000     | PAS Giannina             | Alpha Ethniki (D2)             |
| août-déc 2000 | PAS Giannina             | Alpha Ethniki (D1)             |
| jan-juin 2001 | PAOK Salonique           | Alpha Ethniki (D1)             |
| 2001-2002     | PAOK Salonique           | Alpha Ethniki (D1)             |
| 2002-2003     | PAOK Salonique           | Alpha Ethniki (D1)             |
| 2003-2004     | PAOK Salonique           | Alpha Ethniki (D1)             |
| 2004-2005     | PAOK Salonique           | Alpha Ethniki (D1)             |
| 2005-2006     | PAOK Salonique           | Alpha Ethniki (D1)             |
| 2006-2007     | FC Saint-Gall            | Super League (D1)              |
| 2007-2008     | FC Saint-Gall            | Super League (D1)              |
| 2008-2009     | GS Diagoras              | Alpha Ethniki (D2)             |
| 2009-2010     | GS Diagoras              | Alpha Ethniki (D2)             |
| 2009-2010     | SR Colmar                | CFA (D4)                       |
| 2010-2011     | [[FK Gandja\|]]FK Gandja | Azerbaijan Premier League (D1) |
| 2011-2012     | [[Kapaz PFC\|Kapaz PFC]] | Azerbaijan Premier League (D1) |
| 2012-2013     | Kapaz PFC                | Azerbaijan Premier League (D1) |
| 2013-2014     | GS Kallithéa             | Football League (D2)           |

## Palmarès
- Coupe de Grèce de football : 
  - Vainqueur en 2001 et 2003 (PAOK Salonique).

- Alpha Ethniki (D2) :
  - Vice-champion en 2000 (PAS Giannina).

- Championnat de France amateur :
  - Champion du Groupe A en 2010 (SR Colmar).